# Державне регулювання
Держа́вне регулюва́ння — це сукупність інструментів, за допомогою яких держава встановлює вимоги до підприємств і громадян. Воно включає закони, формальні і неформальні розпорядження і допоміжні правила, що встановлюються державою, а також недержавними організаціями або організаціями саморегулювання, яким держава делегувала регуляторні повноваження; — це набір здійснюваних державними структурами заходів, направленими на контроль за поведінкою індивідів або груп, які потрапляють під контроль цих структур. Воно включає закони і допоміжні інструменти, що створюються державою, а також правила, що встановлюються державними і недержавними агентствами в рамках делегованих повноважень.

## Сфери державного регулювання
Можна виділити дві сфери державного регулювання:
- тарифне (цінове) регулювання, що охоплює економічні аспекти, які впливають безпосередньо на ринкові рішення;
- нетарифне (нецінове) регулювання, що охоплює соціальні та адміністративні аспекти.

### Тарифне регулювання
Тарифне регулювання спрямовано на створення економічних механізмів, які застосовують переважно як реакцію на зовнішні фактори, що впливають на ринкову ситуацію. Ці механізми є засобом «інтернаціоналізації» пов'язаних з ними витрат, ураховуваних під час прийняття рішень із проблем виробництва і споживання. Метою тарифного регулювання є створення економічного механізму, що впливає на поведінку ринку за допомогою зміни співвідношення цін на продукцію. Тарифне регулювання реалізується через системи оподаткування і ціноутворення, через митні збори. Наприклад, воно може реалізовуватись через безпосереднє встановлення цін чи тарифів, максимальних і/або мінімальних цін.

#### Регулювання цін державою
Адміністративне, у наказному порядку встановлення цін на певні продукти і послуги. Наприклад, обмеження вищої ціни на певні продукти, встановлення мінімальної заробітної плати.
Таке регулювання цін викривлює роботу цінового ринкового механізму, позбавляючи ринкову ціну виконання сигнальної функції у певних діапазонах. Тобто підвищення ціни на ринку на певний товар (матеріальний або послугу) свідчить про підвищений попит на нього або скорочену пропозицію. Для продавців на ринку це сигнал більше виробляти або більше імпортувати. Для покупців - обмежити споживання, спрямувавши кошти споживчого бюджету на інші товари. Таким чином, ринок приходить до рівноваги. Аналогічна ситуація із зниженням ціни на ринку. Тобто державне втручання у коливання ринкових цін позбавляє учасників ринку необхідної інформації про стан справ на ринку. На практиці державне регулювання ціни призводить до дефіциту та розширення тіньової економіки (товар купують-продають неофіційно по реальним цінам). 

### Нетарифне регулювання
Нетарифне регулювання спрямовано на захист життя, здоров'я, майна, охорону довкілля, а також на встановлення способів організації чи ведення діяльності, правил ліцензування, місця і часу здійснення діяльності, обсягу випуску продукції чи надання послуг тощо. Найважливішим елементом нетарифного регулювання є також контрольні та наглядові функції. У сфері технічного нормування нетарифне регулювання охоплює як аспекти встановлення обов'язкових вимог до продукції та процесів, так і правила здійснення, перевірок і вживання заходів у разі факту порушення.
Наслідком нетарифного регулювання є розширення держапарату для виконання функцій контролю та нагляду, громіздке складне законодавство, яке дозволяє держслужбовцям трактувати його на свою користь (дискреція), що разом призводить до підвищення споживчих цін та корупції. Більшість функцій захисту, контролю виконує ринок шляхом добровільного страхування та сертифікації.
Для прикладу див. Ринок лимонів: невизначеність якості і ринковий механізм.

## Австрійська школа про державне регулювання
Австрійська економічна школа, відстоюючи принципи добровільного обміну, вважає будь-які форми державного регулювання економіки хибними. Людвіг фон Мізес піддав гострій критиці політику державного втручання в господарське життя. В наукових працях «Лібералізм», «Критика інтервенціонізму» він розвиває тези про те, що найбільш раціональною і зваженою державною політикою може бути лише лібералізм, надання цілковитої свободи суб'єктам ринкових відносин, оскільки абсолютними основами цивілізації є розподіл праці, приватна власність і вільний обмін ресурсами.
Людвіг фон Мізес так висловився про державне регулювання:
По суті економічна історія являє собою літопис методів державного регулювання, які провалилися внаслідок самовпевненого ігнорування законів економічної науки.